# Noisetier
Genre
Classification phylogénétique
Taxons de rang inférieur
- Voir le texte

Corylus (noisetier, appelé aussi coudrier dans l'Ouest de la France ou avelinier dans l'Est et le Sud, particulièrement dans les Vosges) est un genre d'arbres, d'arbrisseaux et d'arbustes de la famille des Bétulacées (sous-famille des Coryloïdées) des régions tempérées de l'hémisphère nord. Son fruit s'appelle la noisette. Les noisettes sont particulièrement appréciées de nombreux rongeurs (dont l'écureuil qui les stocke pour l'hiver) et de certains ours. Le noisetier est un arbuste forestier (la noisette pouvant alors être considérée comme un produit forestier non ligneux), mais il est cultivé hors des forêts. L'espèce principalement cultivée est le Noisetier commun (Corylus avellana).

## Étymologie
Corylus signifie « casque » en latin. C'est une référence à la forme des cupules (bractées membraneuses et frangées) qui entourent la noisette.
Si la racine indo-européenne pour l'arbre est koselos, le latin vulgaire emploie corulus pour désigner le coudrier ou noisetier. Corulus est devenu par métathèse en bas latin *colurus , puis *colrus, sous l'influence possible du gaulois *collos, noisetier. On trouve ensuite par altération d'un hypothétique  coldir, coudir et l'ancien français  coudre. Le mot latin colurētum signifie la coudraie
Cependant le terme français coudrier, jadis coudre provient de la suffixation typique en -ier, comme dans peuplier, noisetier, etc. 
L'arbre a donné son nom au toponyme Coudray (ou Coudraie, Coudrais, Coudreaux, Cauroir, Caurou, Colroy, Carel, Courade, Coudrasses...), par exemple dans la Manche (Rancoudray, Beaucoudray). On retrouve avelines dans l'est (différents Laveline dans les Vosges) et dans le sud. 

## Histoire, préhistoire
À l'ère Tertiaire, un ensemble continental englobe l'Amérique du Nord, le Groenland et le nord de l'Asie, jusqu'à la Sibérie et la Chine ; on trouve des noisetiers au Groenland.
Avant d'être un arbuste cultivé et d'ornement, le noisetier est une espèce sauvage ancienne, dont le pollen dans les diagrammes polliniques présente des courbes très irrégulières qui ont été associées à des périodes de déglaciation ou de «  mise en lumière » d'un milieu antérieurement boisé (à la suite d'incendies de forêt, de violentes tempêtes ou à la suite d'occupations humaines accompagnant des défrichements (avec ou sans mises en culture).
De telles observations ont été faites par exemple dans le Jura par Hervé Richard  en 1995, ou encore dans le Nord de l'Angleterre, au sud de l'Écosse ou en Irlande par Oliver Rackham (1980) dès le Néolithique. Les pics passés de pluies de pollens fossilisées dans les tourbières correspondent d'ailleurs à des pics de pollens d'herbacées remarquait Bent Aaby au Danemark en 1986 et/ou de plantes typiquement héliophiles de milieux ouverts comme Calluna ou Pteridium complétait Svend Thorkil Andersen en 1973, pouvant signer des modifications du milieu induites par des troupeaux d'herbivores ou une déforestation d'origine humaine (quand par exemple l'accroissement de la pluie de pollens de Corylus s'accompagne de l'apparition de celle de plantes cultivées (Richard, 1997) ou de traces de pâturage (forte proportion de plantes herbacées selon Andersen, 1988).
Ces traces des pluies polliniques anciennes sont conservées dans les tourbières, mais aussi dans le sol de certaines grottes et les sédiments lacustres (ainsi un sondage palynologique des sédiments du lac de Remoray a montré dans le Doubs une apparition de pollens de céréales (Richard et Ruffaldi, 1996) concomitante à une augmentation de pollens du noisetier.

## Principales espèces
Le genre Corylus compte onze espèces :
- Corylus americana, Noisetier d'Amérique
- Corylus avellana, Noisetier commun
- Corylus chinensis, Noisetier de Chine, grand arbre de 35 à 40 m de haut
- Corylus colurna, Noisetier de Byzance, peut atteindre jusqu'à 35 m de haut, adapté aux sols secs et calcaires
- Corylus cornuta, Noisetier à long bec
- Corylus ferox
- Corylus heterophylla, Noisetier du Japon
- Corylus jacquemontii
- Corylus maxima, Noisetier de Lambert
  - Noisetier à feuille pourpre, Corylus maxima purpurea avec son feuillage pourpre intense et son port arrondi et large
  - Noisetier franc, originaire du pourtour méditerranéen
  - Noisetier de Lombardie
- Corylus sieboldiana, Noisetier de Mandchourie

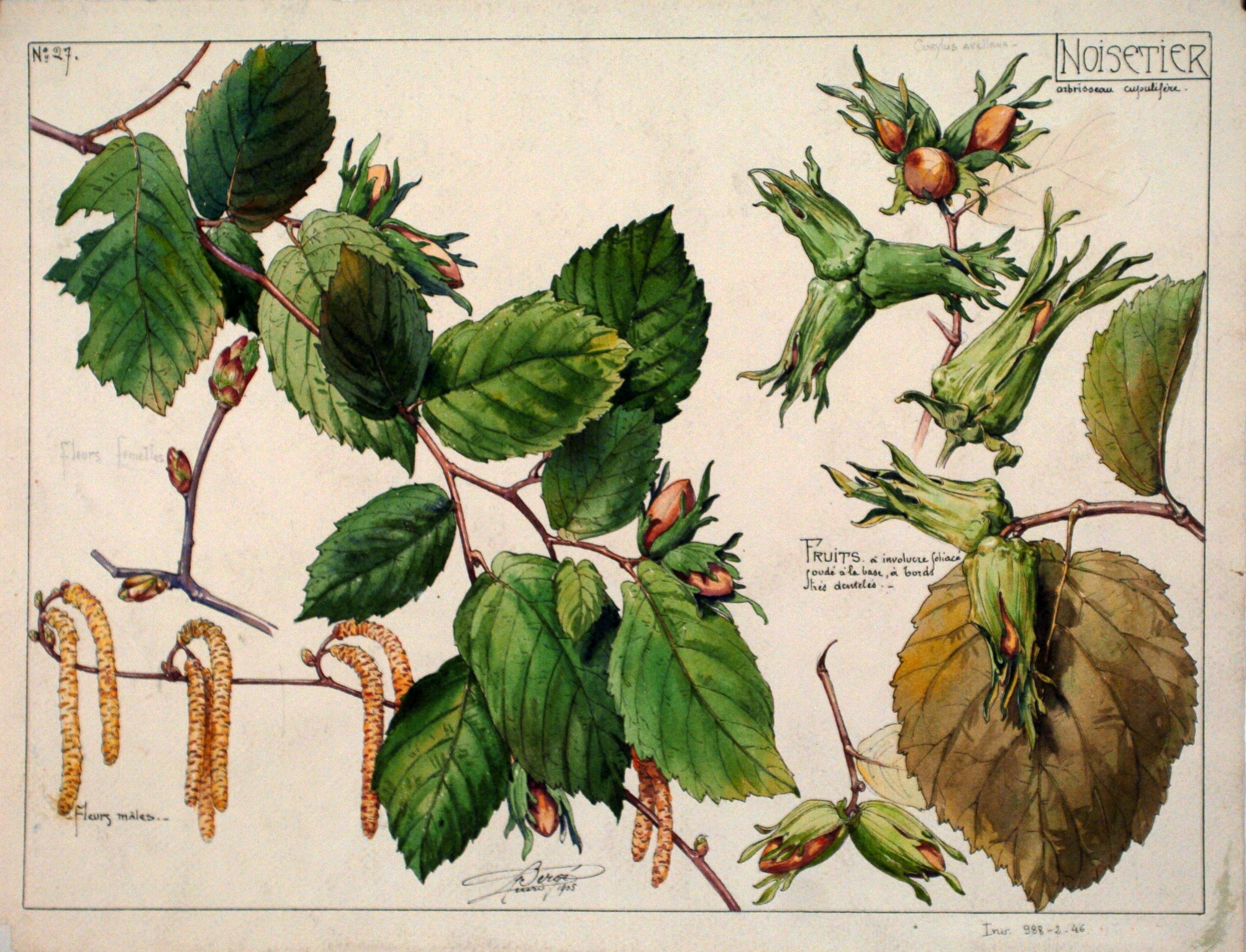
Illustration botanique du noisetier par Henri Bergé.

- Corylus tibetica

## Galerie photos

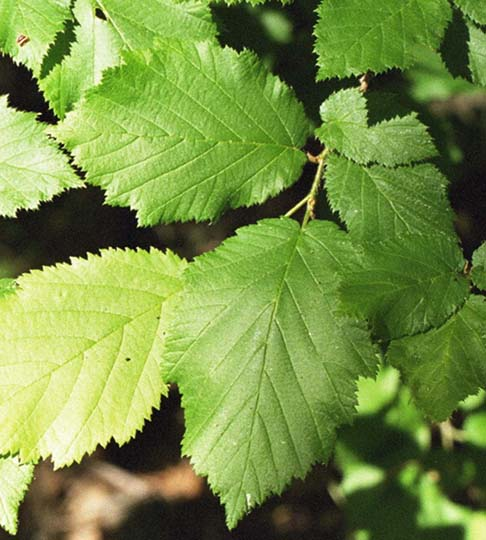
Feuille de noisetier à long bec.
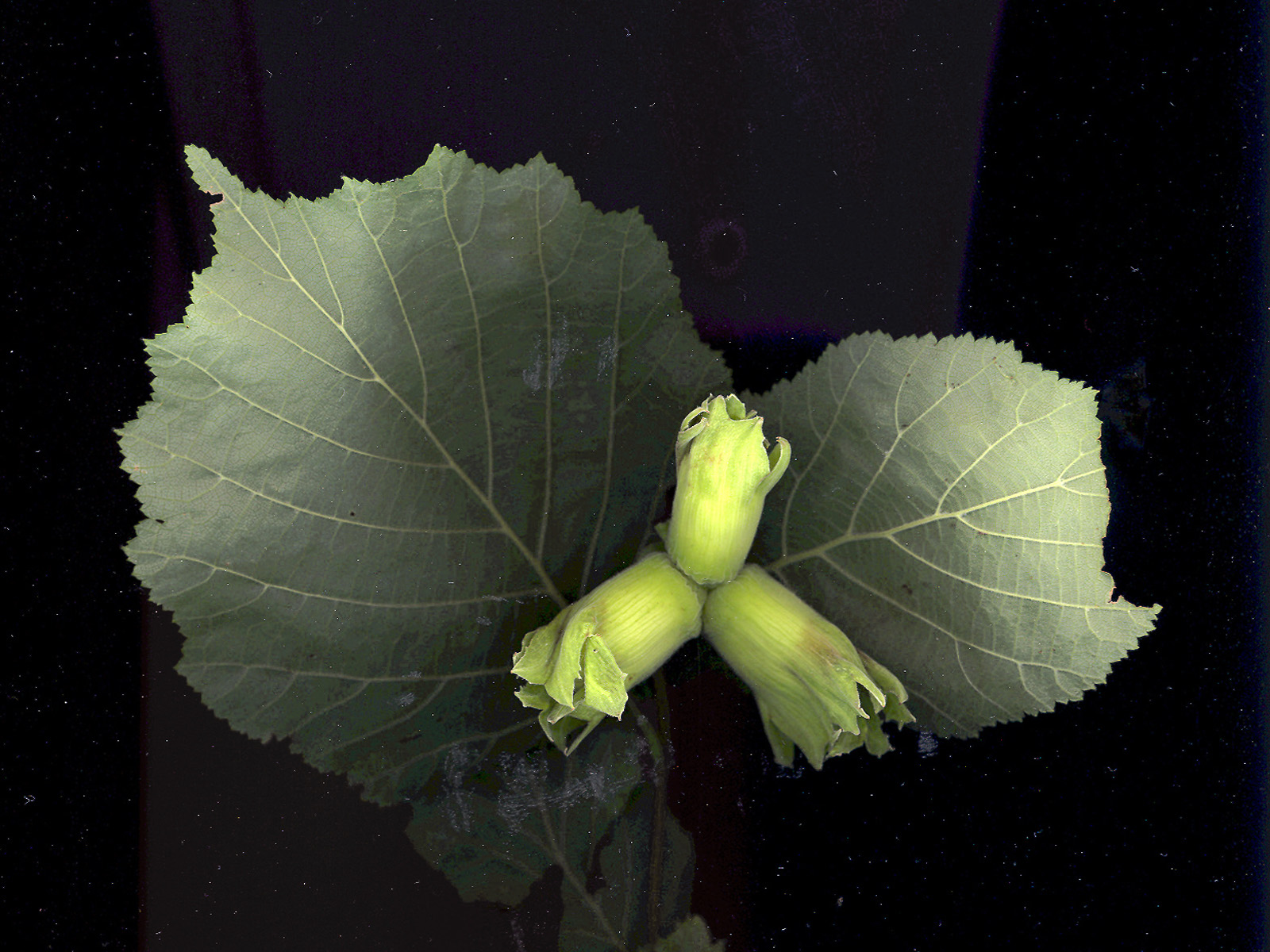
Groupe de trois noisettes jeunes dans leurs involucres.
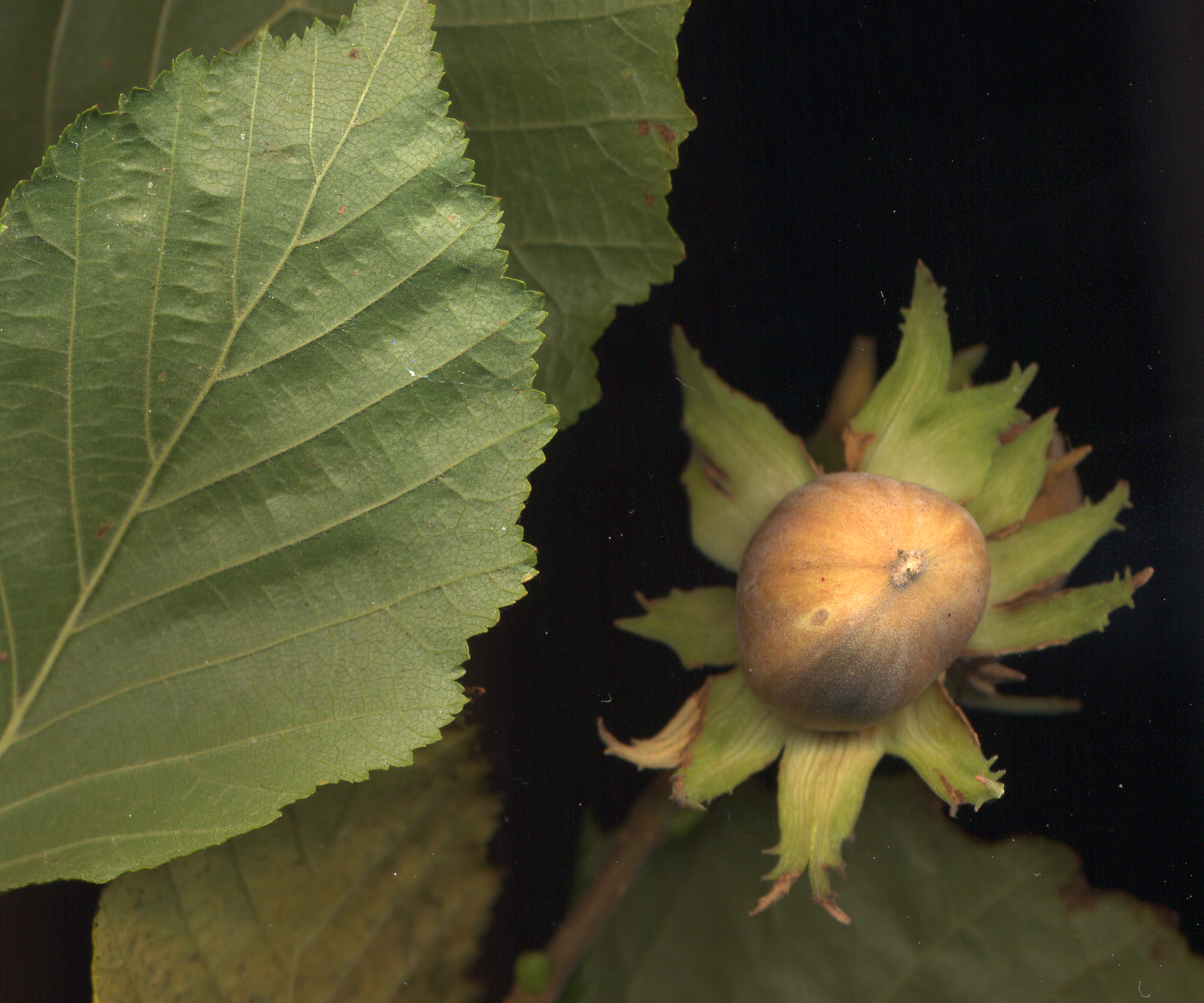
Noisette mûre dans son involucre.
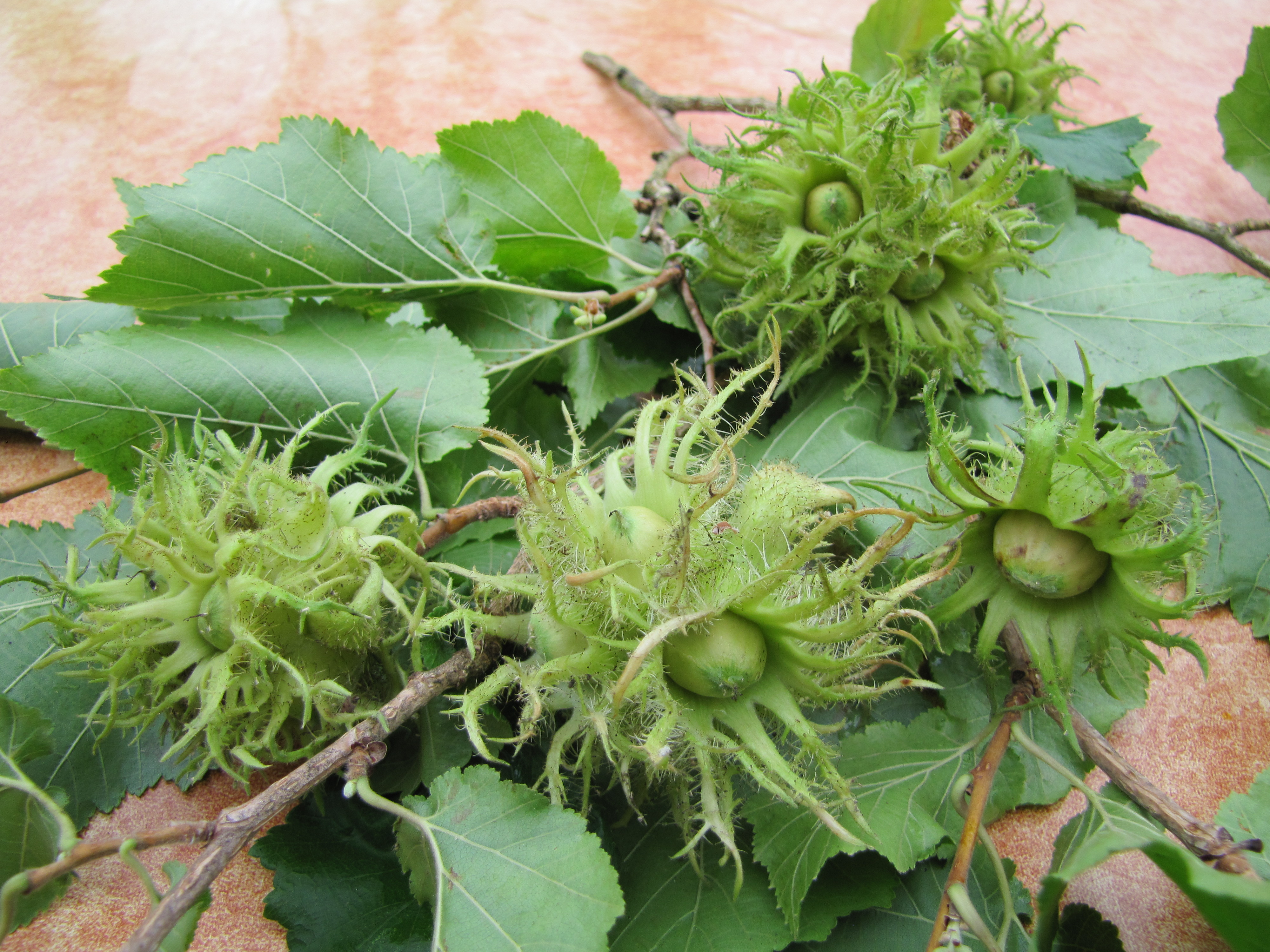
Noisettes de Byzance avec leurs involucres chevelues hirsutes.
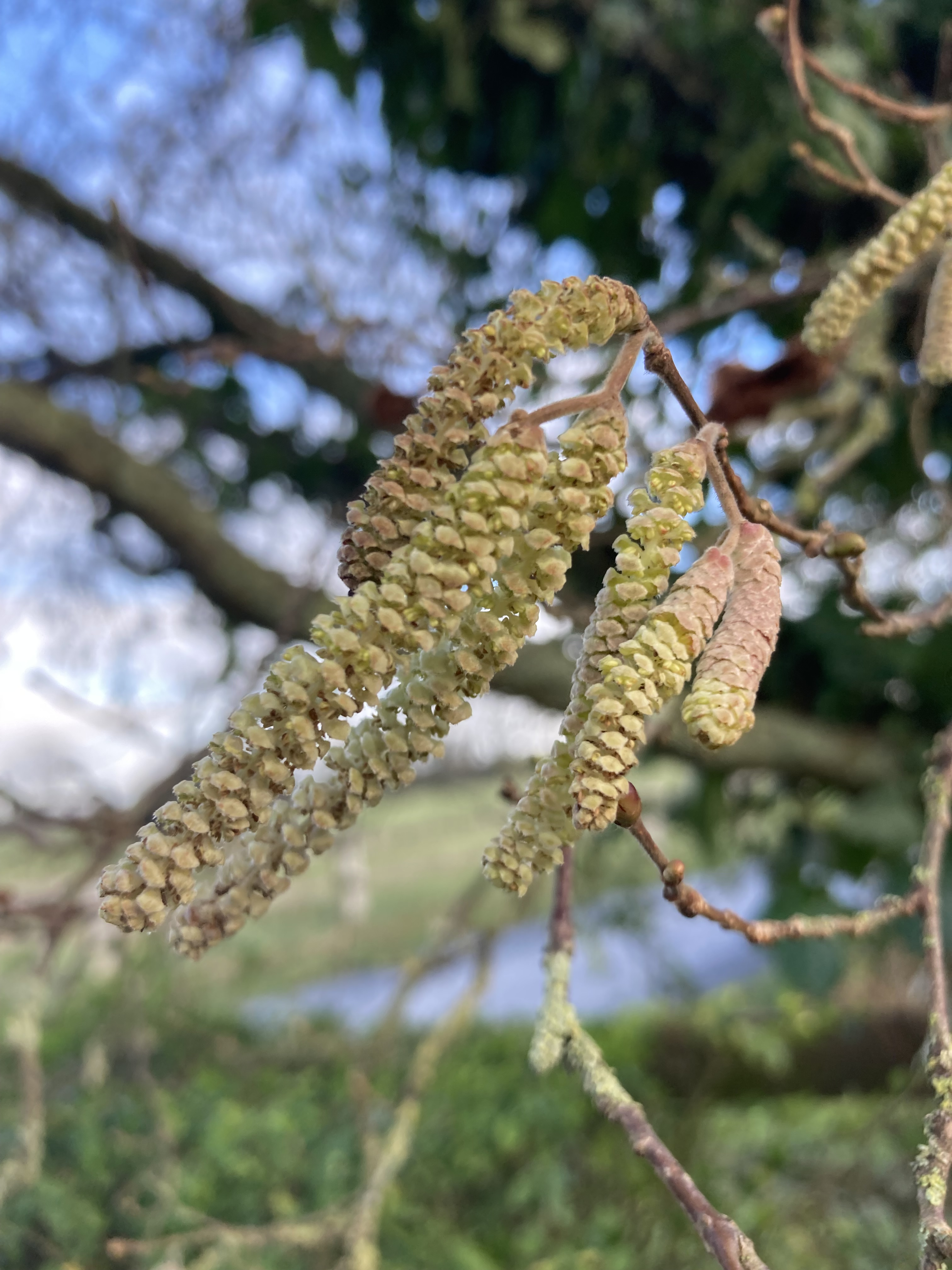
Inflorescences mâles de noisetier.
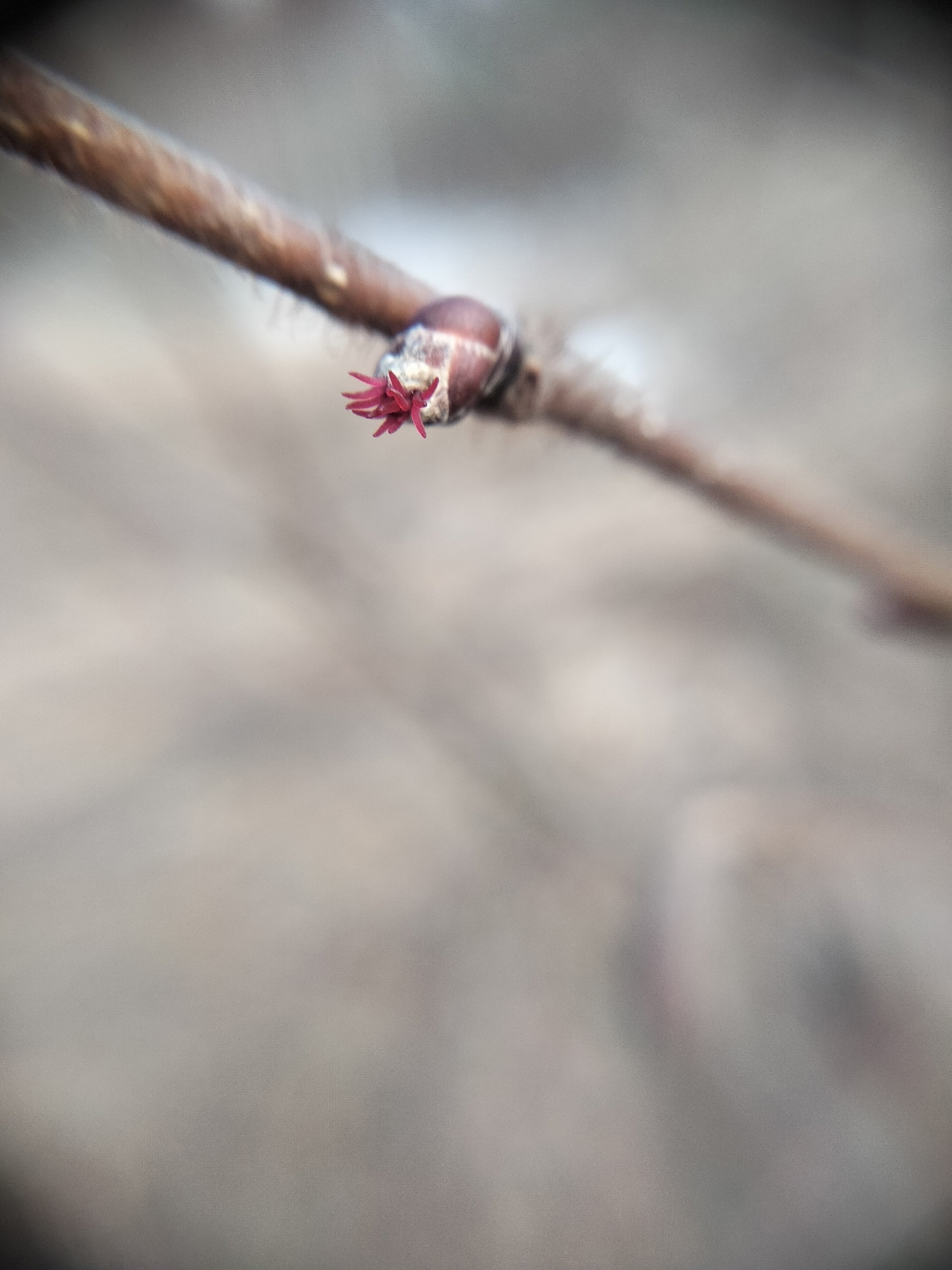
Inflorescence femelle de noisetier.

## Autres usages et homonymes
D'autres espèces peuvent porter le nom de noisetier sans en être, par exemple 
- le noisetier des sorcières (Hamamélis)
- le noisetier d'Afrique (Coula edulis Baill.) qui est une ressource alimentaire importante dans certaines régions d'Afrique[12].
- Dans le calendrier républicain, le Noisetier était le nom attribué au 27e jour du mois de pluviôse[13].